# Clearwater (Karolina Południowa)
Clearwater – jednostka osadnicza w Stanach Zjednoczonych, w stanie Karolina Południowa, w hrabstwie Aiken.